# Шоу, Гэри
Гэ́ри Ро́берт Шоу (англ. Gary Robert Shaw; 21 января 1961, Кингсхарст, Уэст-Мидлендс[…] — 16 сентября 2024, Бирмингем, Западный Мидленд) — английский футболист, нападающий.

## Карьера
Уроженец Бирмингема. Его первым клубом стала местная «Астон Вилла». С ней он выиграл чемпионат Англии в сезоне 1980/81, Кубок европейских чемпионов 1982 и Суперкубок Европы 1982, участвовал в Кубке европейских чемпионов 1982/83 и в Межконтинентальном кубке 1982. В начале 80-х был одним из самых перспективных игроков Европы, получив в 1982 году «Трофей Браво» — приз лучшему молодому европейскому футболисту, однако 7 сентября 1983 года в возрасте 23 лет в выездном матче против «Ноттингем Форест» получил тяжелую травму колена, после которой не вернулся на свой прежний уровень. Завершил карьеру в 31 год.
9 сентября 2024 года был госпитализирован с травмой головы, полученной в «результате падения в своём доме». Скончался 16 сентября 2024 года.

## Достижения
«Астон Вилла»
- Чемпион Англии 1980/81
- Победитель Кубка европейских чемпионов 1982
- Победитель Суперкубка Европы 1982

«Эрнест Борел»
- Кубок Гонконга 1991/92

Личные
- Молодой игрок года по версии ПФА: 1981
- Лучший молодой футболист Европы (Трофей Браво) 1982